# Monte da Cividade

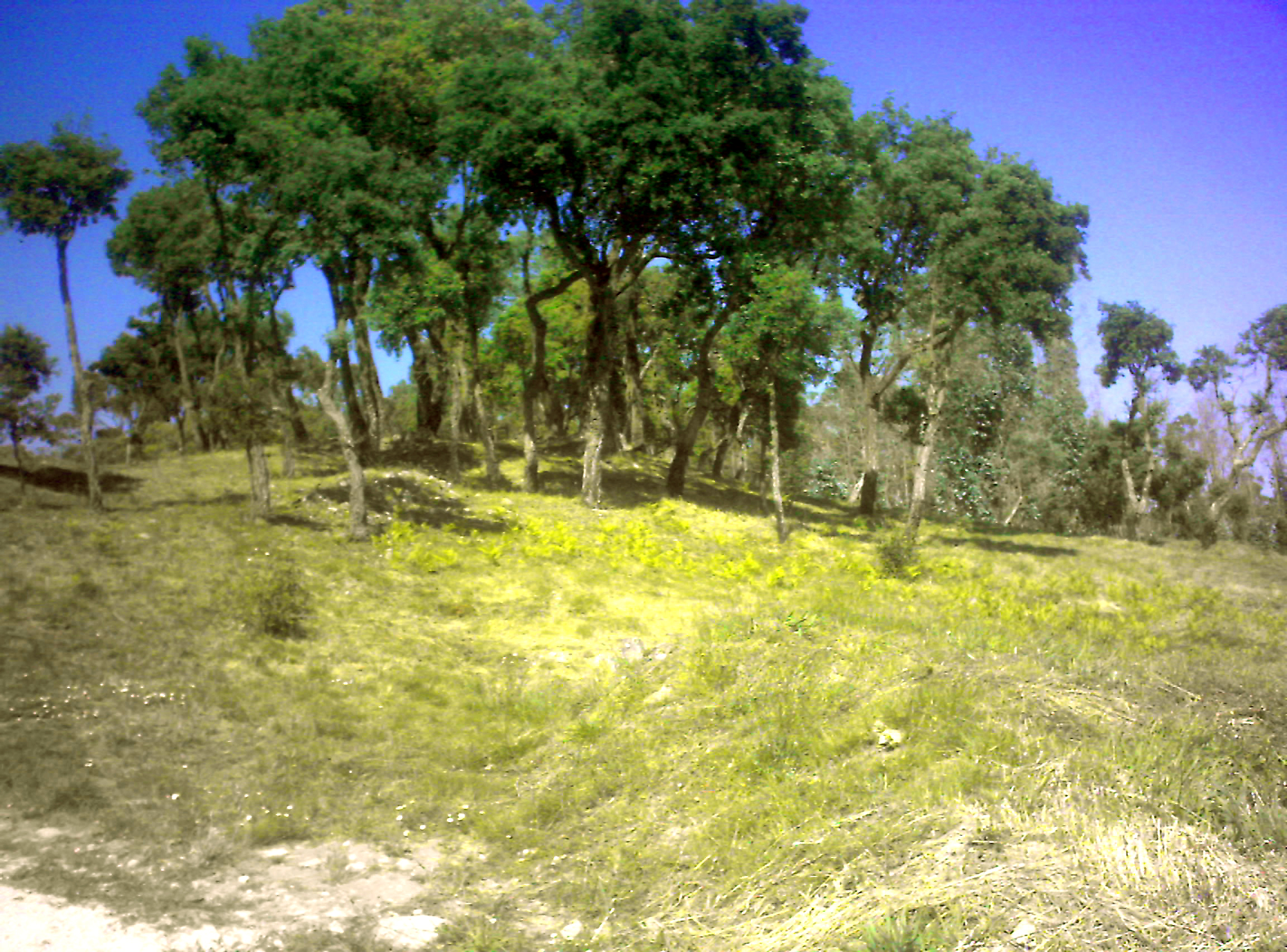
Flora autóctone no Monte da Cividade.

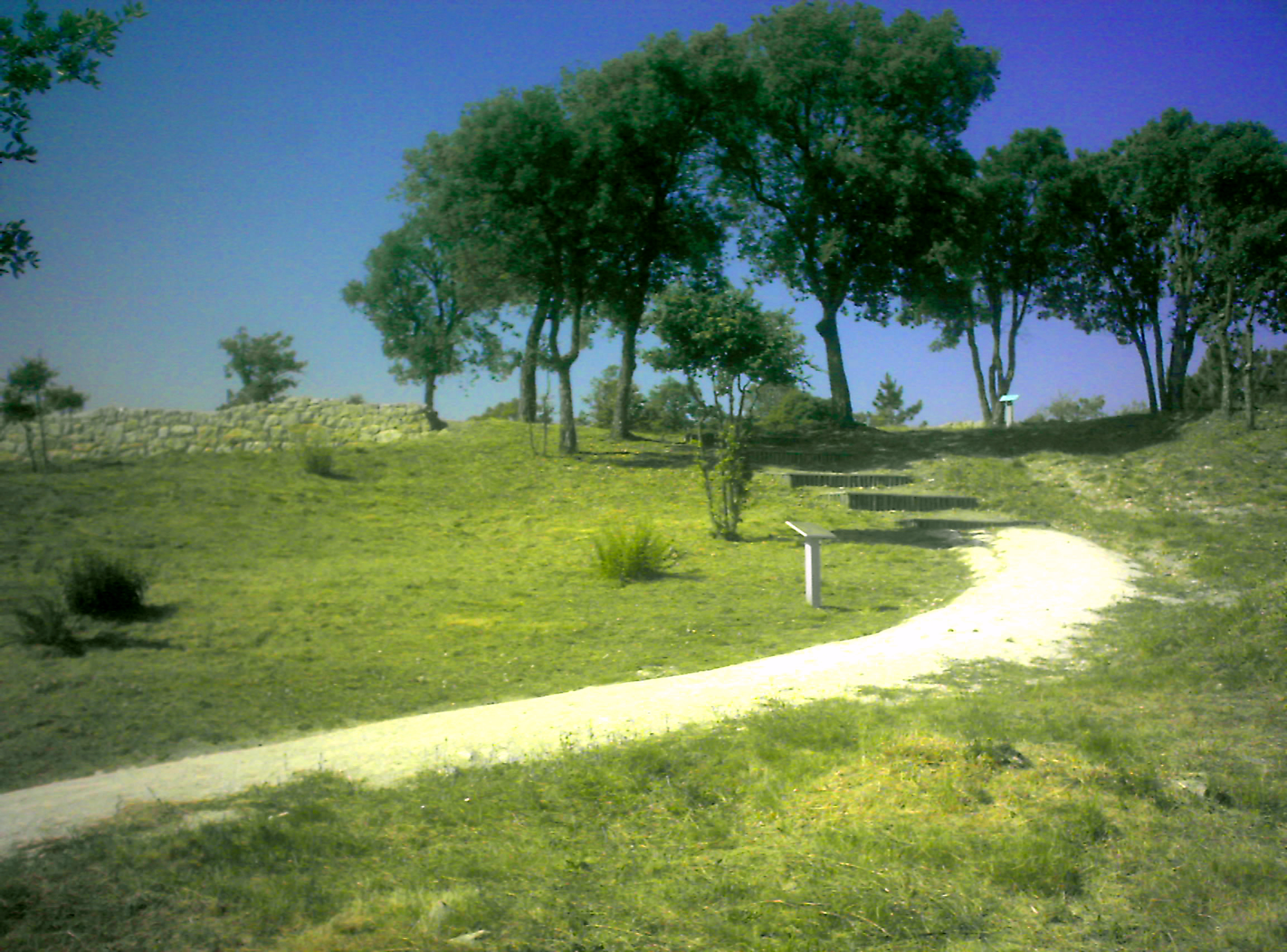
Acesso à acrópole da Cividade de Terroso, no cume do monte

O monte da Cividade (153 metros) é um dos dois montes próximos à cidade da Póvoa de Varzim em Portugal. O monte está localizado na freguesia de Terroso, a leste da cidade, e é o segundo monte mais alto do município, depois do monte de São Félix. Estes montes fazem parte da sequência montanhosa da Serra de Rates.
No topo do monte, a 153 metros metros de altura, encontra-se a cividade de Terroso, uma antiga e importante cidade da cultura castreja com cerca de 3000 anos de existência, que no entanto foi habitada por cerca de mil anos.
O monte e a sua cividade foram descritas nas "Memórias Paroquiais de 1758":
"(…) estâ êsta freguezia [Terroso] toda a roda cercada de campos lavradios, e sô por hua parte coazi no meyo della tem hum Monte mais levantado, que sera tanto, como a tersa parte dos campos lavradios da tida freguezia e dizem os Antigos fora este Monte Cidade de Mouros, porque se chama este Monte da Cividade."
Em redor do monte, foram também descobertas mamoas cujas construções recuam ao início do povoamento da região, bastante anterior ao povoamento da cividade.
Nas suas encostas encontram-se duas aldeias, Sejães a nascente e Terroso a poente.